# Sebastian Bogdański
Sebastian Bogdański herbu Prus III – cześnik sieradzki w latach 1661-1666.
Poseł województwa sieradzkiego na sejm 1661 roku.